# Brian Wolfe
Brian Thomas Wolfe, né le 14 mai 1980 à Fullerton (Californie), est un joueur américain de baseball évoluant en Ligues majeures depuis 2007. Ce lanceur de relève joue avec les Blue Jays de Toronto.

## Carrière

### Ligues mineures
Drafté à la fin de ses études secondaires par les Twins du Minnesota le 2 juin 1999, Brian Wolfe passe six saisons en Ligues mineures au sein des clubs-école de l'organisation des Twins avant d'obtenir un statut d'agent libre. Il s'engage avec les Brewers de Milwaukee le 24 mai 2005, mais se contente encore d'évoluer en Ligues mineures. Il découvre le niveau Triple-A en 2005 avec les Rochester Red Wings.
Il est échangé aux Blue Jays de Toronto le 6 janvier 2006 contre Corey Koskie, et joue encore l'ensemble de la saison 2006 en mineures, principalement en Double-A avec les New Hampshire Fisher Cats.

### Ligue majeure
Brain Wolfe fait ses débuts en Ligue majeure le 30 mai 2007 sous l'uniforme des Blue Jays. Depuis lors, il effectue la navette entre la Triple-A et la Ligue majeure. 
Versé en Triple-A chez les Las Vegas 51s au début de la saison 2009, il est rappelé en Ligue majeure le 1er mai 2009. Il est aligné le 5 mai face aux Indians de Cleveland et est crédité de la victoire, la quatrième de sa carrière après une année blanche en 2008 à ce niveau.